# Babtų - Varluvos miškai
Babtų - Varluvos miškai este o arie protejată (arie de protecție specială avifaunistică — SPA) din Lituania întinsă pe o suprafață de 4.418,7 ha, integral pe uscat.

## Localizare
Centrul sitului Babtų - Varluvos miškai este situat la coordonatele 55°02′34″N 23°52′56″E / 55.0428°N 23.8822°E.

## Înființare
Situl Babtų - Varluvos miškai a fost declarat arie de protecție specială avifaunistică în februarie 2022 pentru a proteja 12 specii de animale.

## Biodiversitate
Situată în ecoregiunea boreală, aria protejată nu include niciun habitat protejat.
La baza desemnării sitului se află mai multe specii protejate de  păsări (12): acvilă țipătoare mică (Aquila pomarina), cocoșul de mesteacăn (Bonasa bonasia), barză neagră (Ciconia nigra), ciocănitoare cu spate alb (Dendrocopos leucotos), ciocănitoarea de stejar (Dendrocopos medius), ciocănitoare neagră (Dryocopus martius), muscar (Ficedula parva), cocor (Grus grus), viespar (Pernis apivorus), ciocănitoare de munte (Picoides tridactylus), ciocănitoare verzuie (Picus canus), cocoș de mesteacăn (Tetrao tetrix).
Pe lângă speciile protejate, pe teritoriul sitului au mai fost identificate 5 specii de plante, 1 specie de păsări, 1 specie de amfibieni, 6 specii de mamifere, 9 specii de nevertebrate, 4 specii de pești.